# Gemeindeverwaltungsverband Fronreute-Wolpertswende
Der Gemeindeverwaltungsverband Fronreute-Wolpertswende mit Sitz in Wolpertswende umfasst die Gemeinden Fronreute (Hauptorte: Fronhofen, Blitzenreute, Staig) und Wolpertswende (Hauptorte: Wolpertswende und Mochenwangen).
Die Mitgliedsgemeinden gehören zum Landkreis Ravensburg in Oberschwaben und liegen im Westen des mittleren Schussentals und auf den Anhöhen, die westlich an das Tal anschließen.
Der Gemeindeverwaltungsverband nahm am 1. Januar 1978 seine Tätigkeit auf, nachdem Fronreute und Wolpertswende aus dem Gemeindeverwaltungsverband Mittleres Schussental ausgeschieden waren.
Der Verband hat seinen Sitz im Rathaus in Wolpertswende.